# Niptus rugosopunctatus
Niptus rugosopunctatus is een keversoort uit de familie klopkevers (Ptinidae). De wetenschappelijke naam van de soort werd in 1956 gepubliceerd door Haupt.